# Ziortza-Bolibar
Ziortza-Bolibar (spanisch Cenarruza-Puebla de Bolívar, auch: Cenarruza-Bolívar) ist eine Gemeinde im spanischen Baskenland, Provinz Bizkaia. 2024 hatte die Gemeinde 409 Einwohner und besteht aus den Ortschaften Arta, Bolibar, Ziortza-Goierria und Zeinka-Zearregi. Der Verwaltungssitz befindet sich in Bolibar.
Die Gemeinde entstand 2005 mit der Herauslösung aus der Nachbargemeinde Markina-Xemein. 

## Geografie
Ziortza-Bolibar liegt als Ort etwa acht Kilometer südlich der Atlantikküste in einer Höhe von ca. 175 m. Die Provinzhauptstadt Bilbao liegt etwa 33 Kilometer westlich.

## Bevölkerungsentwicklung
| Jahr      | 2001 | 2011 | 2021 |
| Einwohner | 383  | 410  | 411  |

## Sehenswürdigkeiten
- Thomaskirche (Iglesia de San Tomás) in Bolívar
- Stift Santa Maria in Ziortza
- Peterskapelle in Arta
- Denkmal des Simon Bolívar, gestiftet 1927 von der Regierung von Venezuela

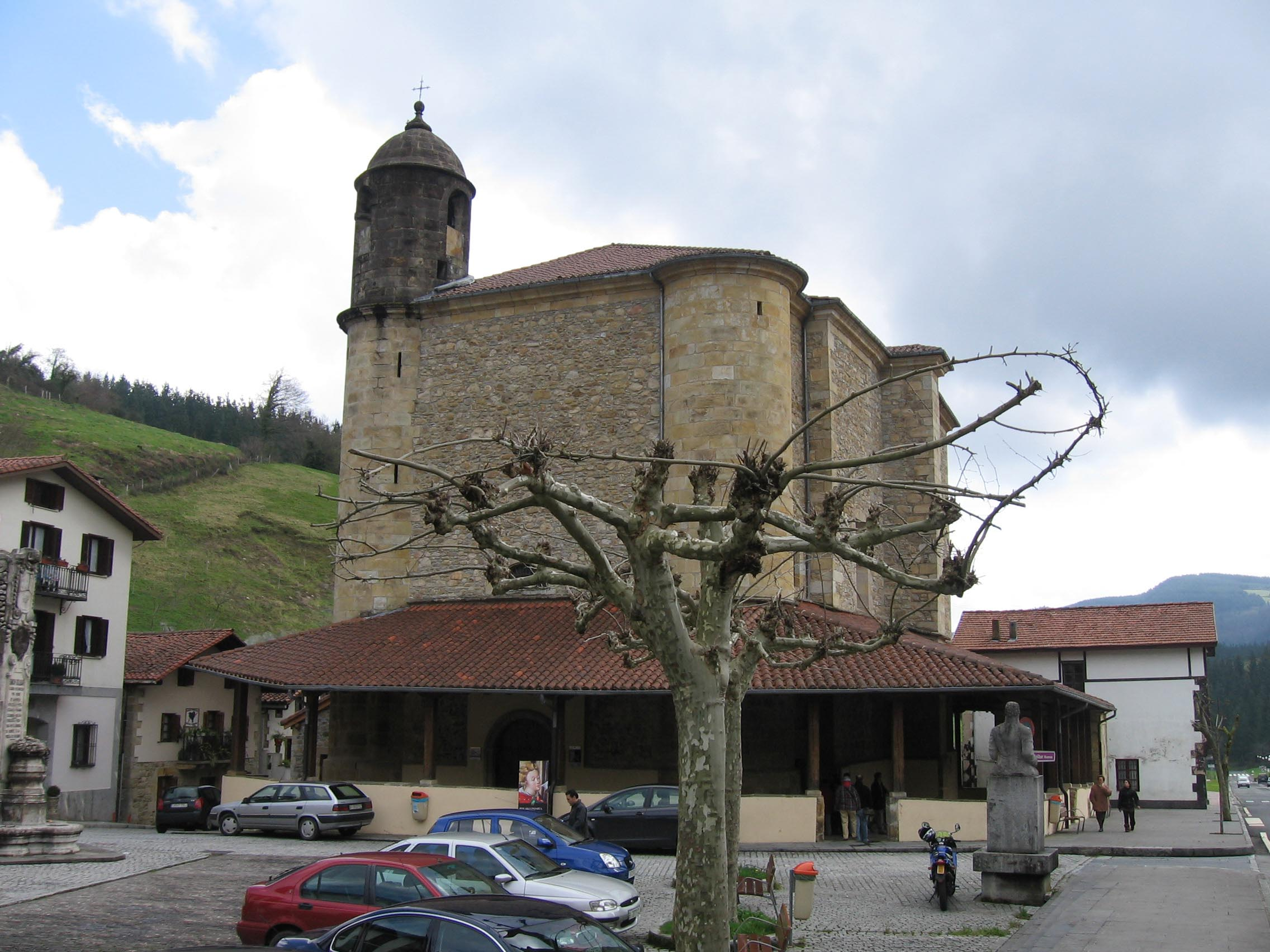
Thomaskirche
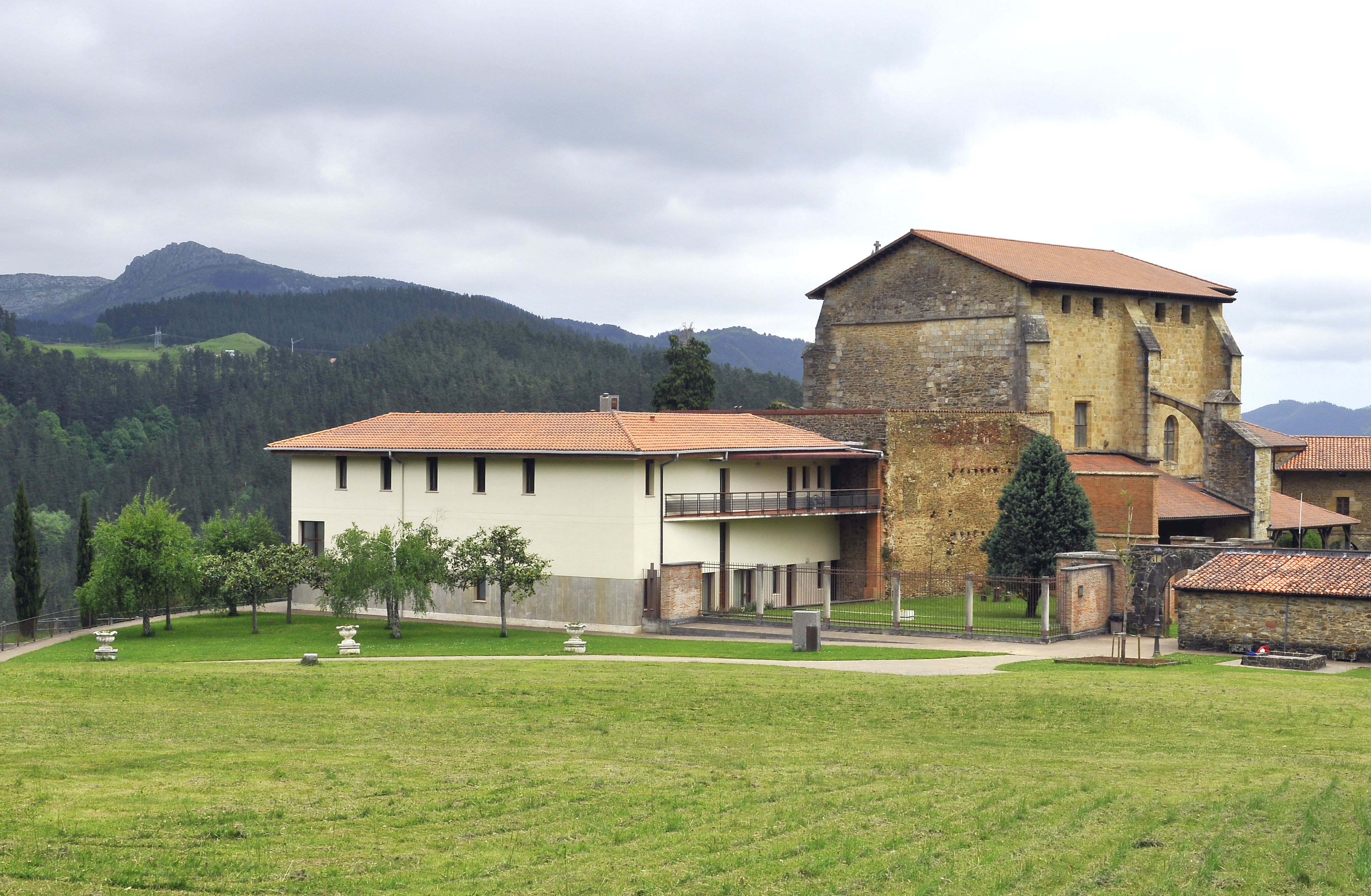
Stift Santa Maria Cenarruza
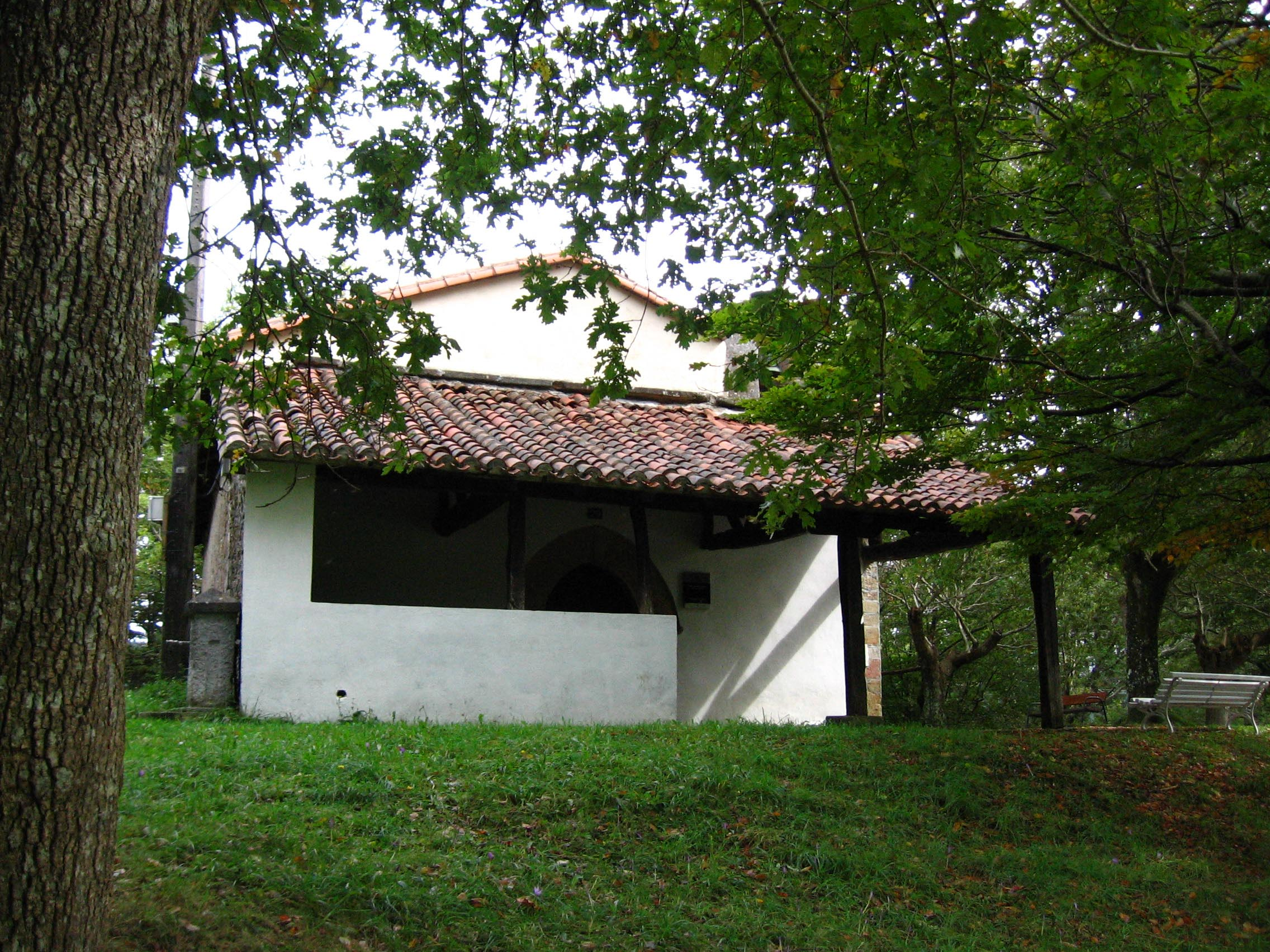
Peterskapelle
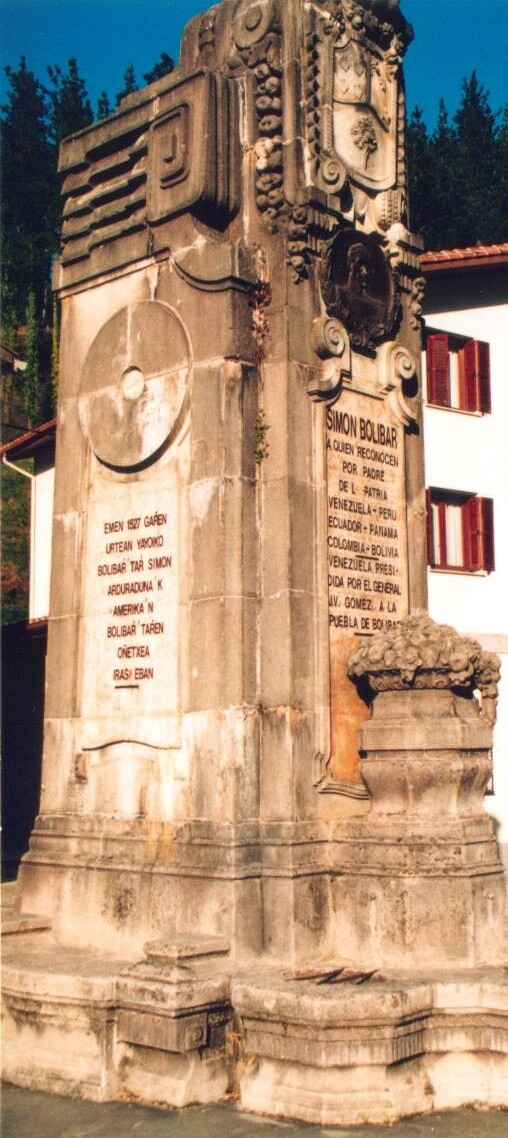
Denkmal Simon Bolívar
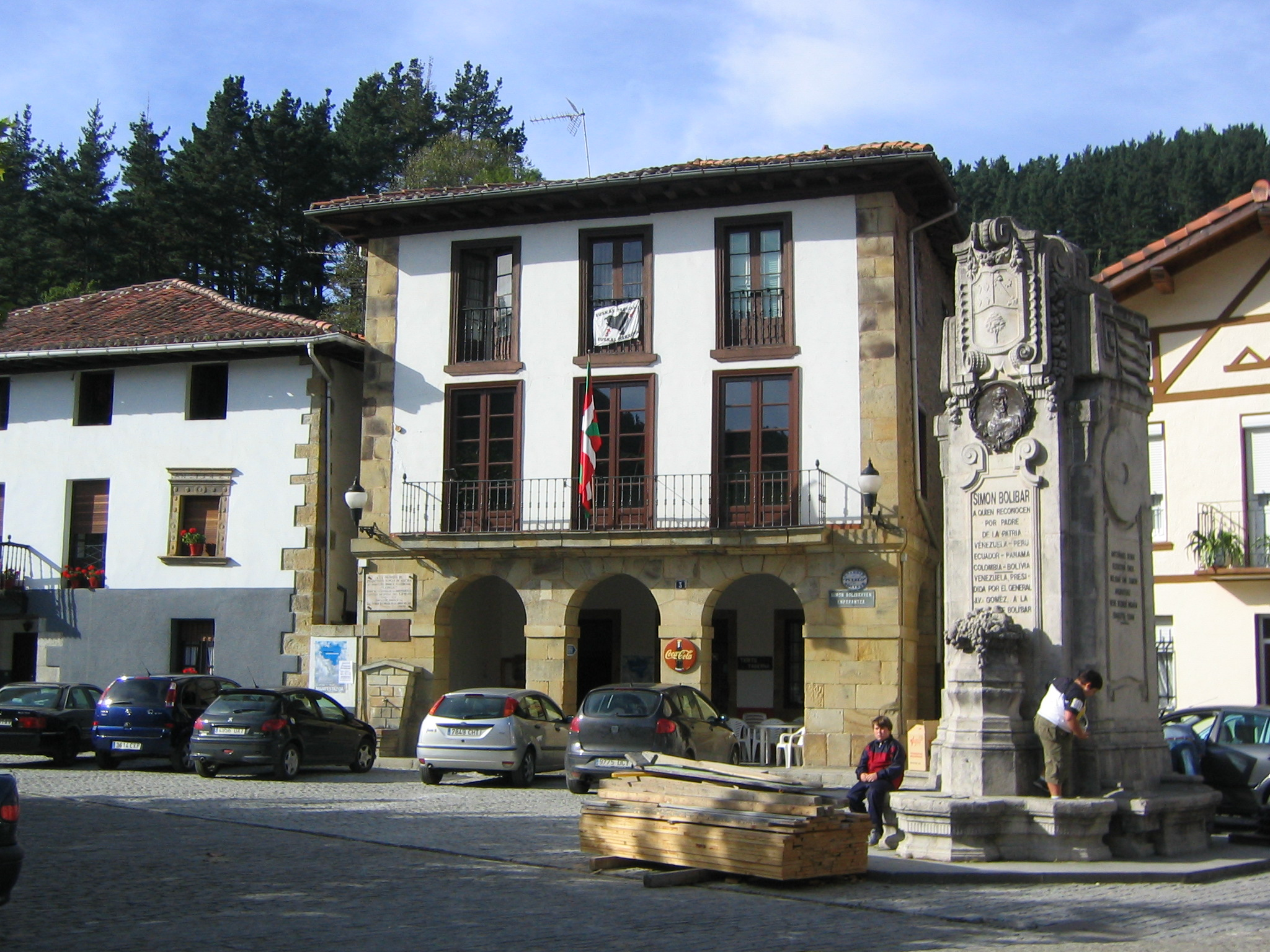
Rathaus